# No More Shall We Part
No More Shall We Part je jedenácté studiové album rockové skupiny Nick Cave and the Bad Seeds, vydané v dubnu 2001 u vydavatelství Mute Records. Jeho nahrávání probíhalo mezi zářím a říjnem 2000 a jeho producenty byli členové skupiny spolu s dlouholetým spolupracovníkem Tonym Cohenem.

## Seznam skladeb
| Pořadí | Název                           | Autor               | Délka |
| ------ | ------------------------------- | ------------------- | ----- |
| 1.     | As I Sat Sadly by Her Side      | Nick Cave           | 6:15  |
| 2.     | And No More Shall We Part       | Cave                | 4:00  |
| 3.     | Hallelujah                      | Cave, Warren Ellis  | 7:48  |
| 4.     | Love Letter                     | Cave                | 4:08  |
| 5.     | Fifteen Feet of Pure White Snow | Cave                | 5:36  |
| 6.     | God Is in the House             | Cave                | 5:44  |
| 7.     | Oh My Lord                      | Cave                | 7:30  |
| 8.     | Sweetheart Come                 | Cave, Barry Adamson | 4:58  |
| 9.     | The Sorrowful Wife              | Cave                | 5:18  |
| 10.    | We Came Along This Road         | Cave                | 6:08  |
| 11.    | Gates to the Garden             | Cave                | 4:09  |
| 12.    | Darker with the Day             | Cave, Ellis         | 6:07  |

## Personnel
Nick Cave and the Bad Seeds
- Nick Cave – zpěv, klavír
- Mick Harvey – kytara, bicí, aranžmá smyčců
- Blixa Bargeld – kytara
- Conway Savage – varhany
- Warren Ellis – housle, aranžmá smyčců
- Martyn P. Casey – baskytara
- Thomas Wydler – bicí

Ostatní
- Jim Sclavunos – bicí, perkuse
- Anna McGarrigle – zpěv
- Kate McGarrigle – zpěv
- Gavyn Wright – housle
- Patrick Kiernan – housle
- Jackie Shave – housle
- Simon Fischer – housle
- Rebecca Hirsch – housle
- Bruce White – viola
- Gustav Clarkson – viola
- Frank Schaefer – violoncello
- Lionel Handy – violoncello
- Naomi Wright – violoncello
- Paul Morgan – kontrabas
- Leon Bosch – kontrabas